# Maria Antonietta Torriani
Vous lisez un « bon article » labellisé en 2020.
Pour les articles homonymes, voir Torriani.
Œuvres principales
- La gente per bene. Leggi di convenienza sociale (1877)
- Dans les rizières (1878)
- Un mariage en province (1885)

Maria Antonietta Torriani, née le 1er janvier 1840 à Novare (royaume de Sardaigne) et morte le 24 mars 1920 à Milan, est une écrivaine italienne, connue pour ses romans populaires écrits sous le pseudonyme de Marquise Colombi (« Marchesa Colombi » en italien). Elle est considérée comme l’une des premières écrivaines féministes italiennes.
Aujourd’hui connue pour ses romans, Torriani est également une journaliste prolifique, qui a collaboré à de nombreux journaux et revues comme L'illustrazione italiana, le Corriere della Sera, ou encore Il Giornale delle Donne. Proche de la féministe italienne Anna Maria Mozzoni, elle a lutté pour la condition féminine et contre les discriminations sexistes en s’investissant dans l’éducation des jeunes filles.

## Biographie

### Jeunesse

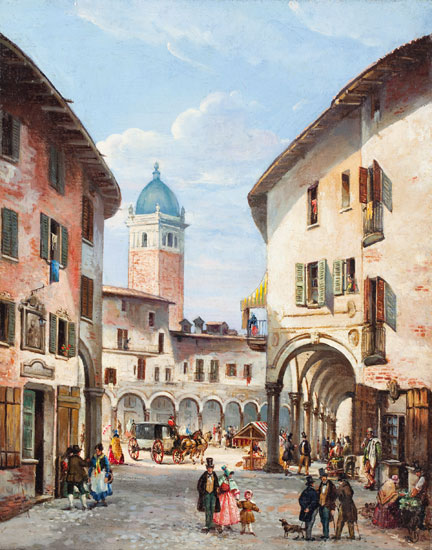
La Piazza delle Erbe à Novare vers 1840, avec la maison Torriani à gauche.

Maria Antonietta Torriani naît le 1er janvier 1840 à Novare, dans le royaume de Sardaigne (aujourd’hui au nord de l’Italie), de Luigi Torriani, horloger, et Carolina Imperatori, mère au foyer. Elle est baptisée le jour-même de sa naissance au dôme de Novare. Elle est la seconde et dernière née de la famille, trois ans après sa sœur Giuseppina, née en 1837. La famille vit avec la mère de Luigi Torriani et les trois sœurs de celui-ci dans une maison dont Luigi Torriani a hérité à la mort de son père en 1830, au numéro 104 de la Piazza delle Erbe (place aux Herbes).
Luigi Torriani meurt de maladie le 31 mars 1841 à l’âge de 32 ans, alors que Maria Antonietta Torriani n’a que 15 mois. La loi de l’époque oblige Carolina Imperatori à s’entourer d’un « conseil de famille » constitué de quatre personnes pour l’aider à s’occuper de ses filles et du patrimoine du père décédé. Ce conseil comprend Martino Moschini, un voisin propriétaire et chimiste, et Antonio Stefanone, mari de Teresa, une des sœurs de Luigi Torriani.
La mère de Maria Antonietta Torriani, alors âgée de 25 ans, est contrainte de travailler pour subvenir aux besoins de sa famille. Elle trouve un emploi comme enseignante dans une école primaire pour jeunes filles le 2 novembre 1842 et y reste six ans,. Elle a une classe de 48 élèves et gagne un petit salaire de 350 lires annuelles. Une fois suffisamment grandes, ses deux filles étudient dans cette même école. En 1847, elle se remarie avec Martino Moschini, lui-même veuf et déjà septuagénaire, et la famille déménage au domicile de celui-ci, au numéro 101 de la même place. Le demi-frère de Maria Antonietta Torriani, Tommaso Giuseppe, naît le 31 août de la même année,,. Les deux sœurs le surnomment affectueusement « le vieux » (« vecchino »).
Après l’école primaire, Torriani fréquente l’institut public des arts et métiers Bellini comme élève externe de 1850 à 1853. Sa mère meurt le 20 décembre 1854 et Torriani continue de vivre avec son beau-père jusqu’à la mort de celui-ci le 14 avril 1865,, à l’âge de 88 ans,.
À un peu plus de 20 ans, Torriani préfère aller dans un couvent pour éviter d’avoir à se marier sous la pression de sa famille, et se retire dans l’abbaye Mater Ecclesiae, à Miasino, sur le lac d'Orta. Elle souffre cependant rapidement de la discipline rigide et se met à étudier et écrire. À la mort de son beau-père en 1865, elle hérite de 4 500 lires et quitte le couvent. Elle obtient un diplôme d’institutrice en 1866, puis enseigne brièvement en école élémentaire dans le sud de la province de Novare,.

### Vie à Milan
En 1868, Torriani emménage rue San Pietro à Gessate, dans la métropole de Milan. Elle écrit des articles pour des journaux et revues, et publie la poésie Ricciarda, l’un de ses premiers écrits, dans l’Illustrazione Universale du 27 décembre 1868,,. Elle fréquente des salons littéraires comme celui de la comtesse Maffei, où elle discute de réalisme et lit Zola en français, aux côtés de Giovanni Verga, Luigi Capuana, Neera et Evelina Cattermole, la Comtesse Lara,.
En 1869, elle commence à collaborer à la revue féministe Il Passatempo, renommée « Il Giornale delle Donne » en 1872, tout en écrivant des nouvelles et romans sous le nom de plume d’Amelia Lorrit. À partir de 1870, elle entre au lycée de jeunes filles Maria Gaetana Agnesi pour y enseigner la littérature, à l’époque une matière jugée difficile et controversée car une idée répandue disait qu’elle pouvait induire les jeunes au péché,. Torriani accorde une grande importance à l’accès des jeunes filles à l’éducation, seule manière selon elle de lutter contre la domination masculine de la société,.

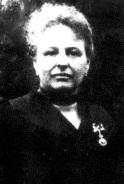
Anna Maria Mozzoni.

Lors d’une conférence le 10 avril 1870, elle rencontre Anna Maria Mozzoni, enseignante en philosophie morale et féministe radicale lombarde, avec qui elle collabore comme enseignante et conférencière dans le but de sensibiliser au sujet de l’éducation des femmes. L’année suivante, grâce au soutien du Passatempo, elle voyage avec Mozzoni à Gênes, Florence, Naples, et Bologne, où elle rencontre l'homme politique Cesare Correnti, les écrivains Anton Giulio Barrili, Dora d'Istria et Ludmilla Assing, et les poètes Enrico Panzacchi et Giosuè Carducci,. Elle correspond ensuite pendant un an avec ce dernier,, qui lui dédie son poème Autunno romantico (« Automne romantique »), écrit le 8 janvier 1872. Les deux femmes tiennent des conférences sur « la femme et son potentiel » ; Torriani insiste sur la valeur de la littérature tandis que Mozzoni s’intéresse au conditionnement opéré par la religion. Pendant ce temps, Torriani continue à collaborer à la revue féministe La Donna (« La Femme ») dirigée par Alaide Gualberta Beccari. Elle publie en 1871, dans le Passatempo, un article en plusieurs parties intitulé « Dietro le scene » (« Derrière les scènes »), dans lequel elle décrit son expérience de conférencière avec Mozzoni. Cette période de conférences données avec Mozzoni dure peu de temps ; malgré l’influence de Mozzoni sur la personnalité et les idées de Torriani, cette dernière reste modérée sur la question de la condition féminine, comme la plupart des écrivaines de l’époque : elle est par exemple fermement opposée à l’entrée des femmes au parlement,.

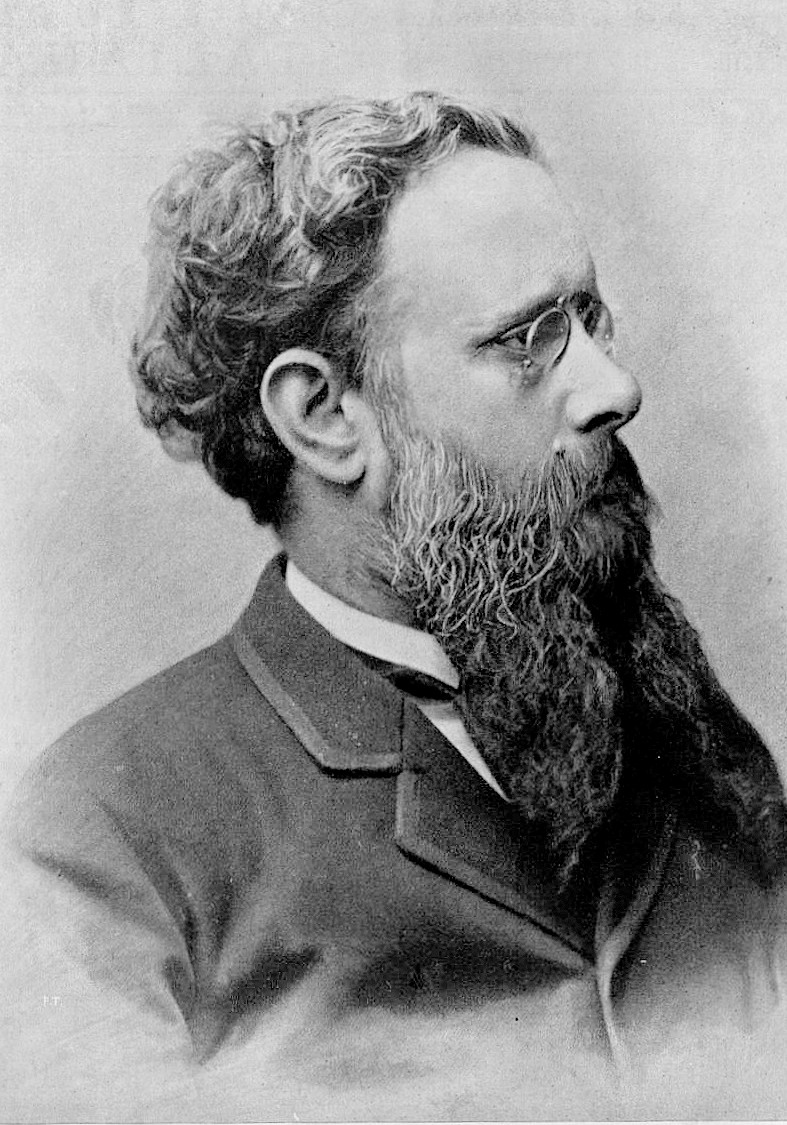
Eugenio Torelli Viollier.

Dans les années 1870, le journaliste Eugenio Torelli Viollier (1842-1900) est le rédacteur en chef d'un magazine très populaire à l’époque, L'illustrazione italiana, qui publie notamment des nouvelles et romans courts. Torriani le rencontre alors qu’elle vient offrir ses services à l'équipe de rédaction de la revue, et le couple se marie le 30 octobre 1875, entouré de quelques amis. Le couple passe de longues soirées ensemble à lire des romans et essais en français, mais Maria Antonietta Torriani tient à sa liberté : elle dort dans une chambre à part et sort souvent. Elle n’hésite pas à montrer son indépendance en plaisantant en public : « La première nuit de noces ? Bah ! Ce n’était pas la première fois que je dormais avec Eugenio, ». Torriani se joue des conventions et fume des cigares et cigarillos en public pour scandaliser l’opinion. L’autonomie dont fait preuve l’écrivaine est remarquable, puisqu’à l’époque le code civil de 1865 prévoit qu’une femme ne peut rien faire sans l’autorisation de son mari.
En 1876, Torelli Viollier fonde le journal Corriere della Sera. Maria Antonietta Torriani est discrètement cofondatrice de ce quotidien (même si les femmes n'étaient pas autorisées à créer des entreprises en leur propre nom jusqu'en 1919),,,. Afin de diversifier le lectorat, des rubriques y sont ouvertes sur des sujets variés, en particulier ceux appréciés des femmes de l’époque comme la mode, la littérature, et la chronique mondaine. Cette approche permet non seulement d’accroître le nombre de lectrices, mais ouvre aussi l’accès au journalisme pour les écrivaines. Dès la première année, Torriani écrit beaucoup dans le journal, notamment dans la rubrique mensuelle Lettera aperta alle signore (« Lettre ouverte aux dames »), qu’elle signe sous le pseudonyme de « La Moda » (« La Mode »),. Elle écrit pour un public féminin et parle de mode, de bonnes manières, des débats du moment sur la condition féminine, et de l’ouverture de l’éducation pour les filles. Torriani fait entrer au journal la jeune Evelina Cattermole, future écrivaine et poétesse, qui y tient une rubrique populaire dédiée aux vêtements féminins.
La même année, elle publie dans L'Illustrazione italiana une lettre ouverte à Neera intitulée « La donna povera. Lettera della Marchesa Colombi alla signora Neera » (« La Femme pauvre. Lettre de la marquise Colombi à madame Neera »), dans laquelle elle répond à un écrit de cette dernière qui refuse aux femmes de la petite bourgeoisie le droit de travailler. Torriani y soutient le droit des femmes à un travail rémunéré qui leur permet une raisonnable indépendance,. Elle précise toutefois son opposition à l’accès des femmes aux métiers importants comme ceux d’avocat, médecin ou député.
C’est au cours de cette période que Torriani commence sa carrière de romancière sous le pseudonyme de « Marquise Colombi », qu’elle utilise déjà pour signer ses articles dans le Corriere della Sera. Le nom est tiré de la comédie La satira e Parini de Paolo Ferrari, dans laquelle les marquis Colombi sont des personnages futiles et frivoles. Torriani a commencé sa carrière littéraire sous son nom, mais adopte ensuite divers noms de plume. En 1875, elle utilise en même temps les pseudonymes « Amelia Torit » et « Marquise Colombi » (« Marchesa Colombi » en italien), ainsi que son nom propre,. Elle abandonne « Amelia Torit » en 1877, puis, à l'exception de quelques articles signés « La Moda », n’utilise plus que celui de Marquise Colombi.
Cette même année, inspirée par son expérience au Giornale delle donne, elle écrit La gente per bene, un essai sur la politesse et les bonnes manières. Le livre rencontre un très grand succès et est réédité 27 fois entre 1877 et 1901,,. C’est le premier succès de l’écrivaine, qui voit pour la première fois une de ses œuvres éditée en volumes.
Torriani écrit également pour l’opéra. En collaboration avec son mari, elle compose le livret de La Creola, mis en musique par Gaetano Coronaro et créé le 24 novembre 1878 au Teatro comunale de Bologne, avant d'être repris à Vicence en 1880. Elle écrit également le livret pour Le Violoniste de Crémone,, sur une musique de Giulio Litta, dont la première a lieu à la Scala de Milan le 18 avril 1882,.

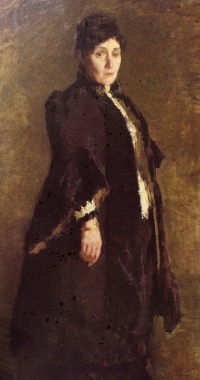
Portrait de Torriani par Leonardo Bazzaro.

Dans les années 1880, elle se lie d’amitié avec le peintre italien Leonardo Bazzaro, qui réalise deux portraits d’elle à l’huile sur toile, aujourd’hui conservés à la Galerie municipale d'art moderne et contemporain de Turin,.

### Séparation et vie à Turin

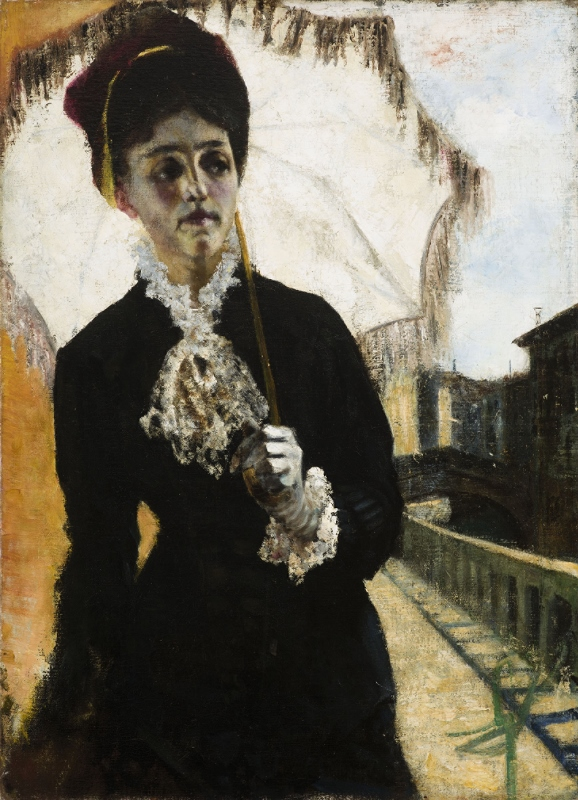
Portrait de Torriani par Giovanni Segantini, en 1885-1886.

À l’époque, le couple vit avec Eva, une nièce de Torriani, fille de sa sœur Giuseppina. Torriani la considère presque comme sa propre fille, mais sa proximité avec Torelli Viollier crée un climat de jalousie et de remarques permanentes entre les deux femmes. La tension monte tellement qu’en 1886, Eva, dans une crise de délire, se tue en se jetant par une fenêtre. À partir de cet instant, Torriani et Torelli Viollier se disputent continuellement en s’accusant mutuellement d’être responsables du suicide, jusqu’à se séparer quelques mois plus tard, en 1887. Torriani reste tout de même à Milan jusqu’à la mort de Torelli Viollier en 1900, et produit des livres pour les enfants et des écrits sur la morale, des essais et des histoires courtes. Dans les années 1890-1891, elle tient la rubrique Colore del tempo (« Couleur du temps ») dans la revue culturelle féminine Vita intima (« Vie intime »).
En 1901, Torriani s'installe à Turin et achète un terrain à Cumiana, où elle fait construire une grande maison. Elle y passe la majeure partie de l’année, souvent entourée d’amies. Elle disparaît ainsi de la scène littéraire milanaise, mais continue à fréquenter ses amis et sa famille ; elle voyage de façon intensive en Europe jusqu’au début de la Première Guerre mondiale,. Elle se lie alors d’amitié avec le jeune peintre Augusto Carutti, qui illustre quelques-uns de ses derniers écrits, et à qui elle léguera sa maison à sa mort.
Le 1er mars 1905, Torriani rompt son silence et publie en première page de La Stampa une lettre ouverte à la journaliste Matilde Serao. Elle répond ainsi à cette dernière, qui, quelques jours auparavant, a publié dans ce même quotidien un article accusant les domestiques d'avoir pour seul objectif de nuire à leurs maîtresses. Cette tribune virulente faisait écho à trois affaires judiciaires impliquant deux bonnes et une nurse impliquées dans des affaires criminelles. Torriani répond à Serao, qu’elle connaît depuis longtemps, sur la base d’une « amitié ancienne et inaltérée ». Elle souligne les conditions de vie imposées aux domestiques et réfute l’opposition servante-maîtresse en plaidant en faveur d’une égalité naturelle en dépit d’une inégalité sociale. Cette publication rapide en première page du journal montre que Torriani a encore de l’influence dans le milieu de la presse à Turin, bien qu’elle n’ait pas publié d’article depuis plusieurs années.
En 1913, atteinte de troubles bronchiques, elle décrit ainsi son absence de production littéraire dans une lettre à son ami Antonio Curti : « Je me laisse vaincre par l’inertie ; […] l’acte matériel de l’écriture me pèse ; et je m’invente des excuses pour ne pas le faire ».
Maria Antonietta Torriani meurt à Milan le 24 mars 1920, et est enterrée à Cumiana, dans la province de Turin, où elle a vécu pendant près de vingt ans.

## Regards sur l'œuvre
Les tout premiers romans de Torriani sont caractérisés par trois aspects : le premier est la proposition d’évasion offerte à ses lectrices par la description de nombreux épisodes de la vie mondaine. Torriani décrit les réceptions, représentations théâtrales et ballets ; les personnages sont des figures aristocratiques, marquises et comtesses. Elle s’inspire directement d’éléments de la vie turinoise du xixe siècle, embellis par les codes du roman sentimental. Le second aspect est la description réaliste de la vie amoureuse des femmes : les thèmes centraux y sont la recherche du bon partenaire, les problématiques de l’amour et du mariage, la mauvaise éducation des jeunes femmes. Enfin, le troisième et dernier aspect caractéristique est la thématique sociale : Torriani lie les problèmes de l’amour à la réalité de la condition féminine.
Les romans successifs voient apparaître la critique de la figure masculine, comme dans Il Carnovale di un capitano (1873), où le narrateur est un noble paresseux qui décrit ses incertitudes alors qu’il hésite entre deux femmes. En 1875, dans Sic transit. Romanzo senza eroi, Torriani retourne au thème de la femme rebelle. Dans le roman, Fulvia est une chanteuse qui refuse le mariage, préférant rester indépendante. Les critiques contemporains jugent le roman désordonné à cause de sa fin confuse, dans laquelle Fulvia renonce à ses ambitions, se marie, et s’intègre dans une vie de famille traditionnelle. L’œuvre est révélatrice de tensions irrésolues éprouvées par l’écrivaine entre un idéal et la réalité.
Torriani fait preuve d’autodérision et d’une tonalité ironique et anti-conformiste, position très rare pour l’époque,,,. Elle s'interroge sur son rôle d’autrice et son rapport avec son lectorat, et n’hésite pas à jouer sur son propre personnage : dans l’introduction de La gente per bene, en 1877, elle se présente comme une femme de 130 ans que l’éditeur aurait approchée en lui demandant d’« écrire un livre sur les devoirs et conventions sociaux », elle « qui vit depuis tant d’années dans la société élégante, dont elle a pu observer les coutumes pendant trois ou quatre générations ». Elle décrit la réaction de son personnage en indiquant que, « ayant tant de foi dans l’indulgence des femmes [qui la liraient], elle en prit le courage et accepta l’engagement ». En plus de divertir ses lecteurs, ce procédé lui permet de mettre une distance par rapport à la Marchesa Colombi autrice de la rubrique Lettre ouverte aux dames dans le Corriere, que de nombreux lecteurs masculins connaissent déjà. La gente per bene s’adresse ainsi à un public tant masculin que féminin, en contraste avec les précédents écrits de Torriani qui étaient destinés explicitement aux femmes. Elle y utilise un langage familier et ironique, dans le but d’informer tout en divertissant. Ce style d’écriture contraste avec les manuels de politesse de l’époque, traditionnellement écrits par des hommes pour les femmes.
Féministe, Torriani décrit souvent ses scènes du point de vue des femmes. Elle dénonce ainsi la condition féminine de l’époque comme dans In risaia (« Dans les rizières ») en 1878 où elle décrit la précarité des mondine, ouvrières saisonnières des rizières du nord de l'Italie, ou dans Prima morire en 1881, qui met en scène une jeune aristocrate frustrée par son mariage de convenance avec un homme plus âgé.

## Postérité
En 1973, Natalia Ginzburg et Italo Calvino proposent une réédition du roman le plus célèbre de Torriani, Un mariage en province, dans la collection Centopagine chez Einaudi, qui fait redécouvrir l’écrivaine oubliée au grand public,. Ginzburg avait lu le roman plusieurs fois entre 7 et 14 ans, et en connaissait le moindre détail.
Le roman est adapté pour la télévision en 1980. Le téléfilm, réalisé par Gianni Bongioanni, est diffusé en deux épisodes à la télévision italienne les 24 et 26 février 1980, avec Erica Beltrami et Laura Betti.
La ville de Novare a une rue à son nom, la via Marchesa Colombi.

## Publications
- (it) I ragazzi d'una volta e i ragazzi di adesso, 1888.
- (it) Cara speranza, 1888[73].
- (it) Umani errori, 1899[73].
- (it) Un triste Natale, 1900.

### Essais
- (it) Della letteratura nell’educazione femminile : Lettura fatta dalla signora Maria Antonietta Torriani alla X conferenza del Comitato ligure per l’educazione del popolo il 9 marzo 1871, Gênes, 1871[74].
- (it) Giulia Modena : Conferenza tenuta nel liceo femminile Gaetana Agnesi, Milan, 1871[74].
- (it) La gente per bene : Leggi di convenienza sociale, Turin, 1877[74].

### Romans
- (it) Carnovale e quaresima, 1870[75].
- (it) Il Carnovale di un capitano, Milan, Tip. Lombarda, 1873[74].
- (it) La quaresima di Miss Elda, 1873[75].
- (it) Sic transit. Romanzo senza eroi, 1875[75].
- (it) Marito e moglie. Riduzione libera dall’inglese (sous le pseudo Amelia Lorrit), 1875[75].
- (it) In risaia, 1878 (Dans les rizières, Bruxelles, Vanderauwera, 1883)[76].
- (it) Troppo tardi!, Cesena, Gargano, 1880[74],[77].
- (it) Prima morire, Naples, Antonio Morano, 1881, 241 p. (lire en ligne).
- (it) La vita in famiglia, 1881.
- (it) Il tramonto d'un ideale, 1882[78].
- (it) Un matrimonio in provincia, 1885 (Un mariage en province (trad. Josette Monfort et Emmanuelle Genevois), Arles, Gallimard, 1989)[79].
- (it) Una spostata, 1889[75].
- (it) La voce delle cose, 1899[2].
- (it) Le gioie degli altri, Turin, 1900, 350 p.[80].

### Récits pour la jeunesse
- (it) I bambini per bene a casa e scuola, Milan, Hoepli, 1884[74].
- (it) Dal vero : Racconti pei bambini, Milan, Hoepli, 1884[74].
- (it) Le mele dei vicini, Milan, Carrara, 1885[81].
- (it) Una clessidra, Milan, Carrara, 1889[74].
- (it) Bene, per i cari piccolini, Milan, Galli, 1891[74].
- (it) Il primo viaggio, 1892[75].
- (it) Le beneficenze della Gemma, Milan, Carrara, 1893[74].
- (it) Il maestro, Palerme, Sandron, 1899[74].

### Nouvelles
- (it) Due teste d’angiolo, publiée dans le bimensuel Il tesoro delle famiglie, Milan, 1869[82].
- (it) Un’avventura di un giornalista, 1873[82].
- (it) Scene nuziali, Turin, Roux e Favale, 1877[76].
- (it) Racconti di Natale, 1878.
- (it) Dopo il caffè, Bologne, N. Zanichelli, 1878, 387 p.[76].
- (it) Serate d’inverno, 1879[73].
- (it) La cartella n.4, Cesena, 1880, 269 p. (lire en ligne).
- (it) Nell'azzurro, 1881.
- (it) I più cari bambini del mondo (traduction libre d’un roman anglais), 1882[15],[60].
- (it) Senz'amore, Milan, 1883 (lire en ligne).
- (it) Il piccolo eroe, Palerme, 1890[15].
- (it) Racconti popolari, Milan, 1900[15].

### Poésie
- (it) Lungo la vita, Milan, Galli, 1891[81].

### Opéras
- (it) La creola : Melodramma in 3 atti (en collaboration avec Eugenio Torelli Violler, musique de Gaetano Coronaro), Milan, Ricordi, 1880[74].
- (it) Il violinista di Cremona : Melodramma in due atti (musique de Giulio Litta), Milan, Ricordi, 1882[74].